# Franco Micalizzi
Franco Micalizzi (* 21. Dezember 1939 in Rom) ist ein italienischer Filmkomponist.
Micalizzi schrieb seinen ersten von fünfzig Filmmusiken 1967 und wurde hauptsächlich durch seine groovigen Stücke für italienische Polizeifilme bekannt. Er war lange Jahre der Stammkomponist für die Filme Umberto Lenzis und arbeitete häufig für Terence Hill/Bud-Spencer-Filme.
In den 1980er Jahren gründete er das Micalizzi Family Orchestra. 2003 wurde er in den Vorstand der Società Italiana degli Autori ed Editori gewählt.

## Filmografie (Auswahl)
- 1970: Die rechte und die linke Hand des Teufels (Lo chiamavano Trinità)
- 1971: Bratpfanne Kaliber 38 (…e alla fine lo chiamarono Jerusalem l'implacabile)
- 1972: Coartada en disco rojo
- 1972: Frauen, die man Töterinnen nannte (Le amazzoni – donne d'amore e di guerra)
- 1972: Man nennt ihn Sacramento (Sei jellato amico… hai incontrato Sacramento)
- 1973: Frauen, die man Töterinnen nannte (Le amazzoni - donne d'amore e di guerra)
- 1974: Supermänner gegen Amazonen (Superuomini, superdonne, superbotte)
- 1975: Die Viper (Roma a mano armata)
- 1975: Flash Solo (Il giustiziere sfida la città)
- 1976: Laura (Laure)
- 1976: Camorra – Ein Bulle räumt auf (Napoli violenta)
- 1976: Cop Hunter (Italia a mano armata)
- 1977: Die Gewalt bin ich (Il cinico, l'infame, il violento)
- 1978: Die große Offensive (Il grande attacco)
- 1982: Das Schlitzohr vom Highway 101 (Delitto sull’autostrada)
- 1983: Zwei bärenstarke Typen (Nato con la comicia)
- 1984: Vier Fäuste gegen Rio (Non c’è due senza quattro)
- 1987: The Curse
- 1991: Black Zombies (Demoni 3)